# Salenstein
Salenstein é uma comuna da Suíça, no Cantão Turgóvia, com cerca de 1.201 habitantes. Estende-se por uma área de 6,60 km², de densidade populacional de 182 hab/km². Confina com as seguintes comunas: Berlingen, Ermatingen, Gaienhofen (DE-BW), Raperswilen, Reichenau (DE-BW).
A língua oficial nesta comuna é o Alemão.